# مت شنوبریچ
مت شنوبریچ (انگلیسی: Matt Schnobrich؛ زادهٔ november ۱۲, ۱۹۷۸ (۴۶ سال)) ورزشکار روئینگ اهل ایالات متحده آمریکا است.
وی در مسابقات کشوری و بین‌المللی در مجموع برندهٔ ۱ مدال برنز شده‌است.